# Герб Свалявського району
Герб Сваля́вського райо́ну — офіційний символ Свалявського району Закарпатської області затверджений рішенням сесії районної ради 28 вересня 2004 року.

## Опис
Малий герб Свалявського району являє собою прямокутний щит, напівкруглий знизу. Плуг щита і лінії, які ділять його на три поля — золоті. У правій частині герба на срібному (білому) фоні зображено п'ять хвилястих синіх ліній, що символізують п'ять річок району — Латорицю, Вичу, Боржаву, Пиню, Свалявку. У верхній лівій частині герба на срібному (білому) фоні зображено фонтан мінеральної води як символ багатства району на цілющі мінеральні джерела, завдяки яким оздоровниці та мінеральні води Свалявщини відомі далеко за межами області та держави. У нижній лівій частині герба на синьому фоні зображено золоту (жовту) гілку дуба з листям, що є ознакою могутності лісів та символізує багатство рослинного світу району.
Середній герб району: щит з гербом району, увінчаний золотою територіальною короною із стилізованих зображень дубових і смерекових дерев; під щитом синя стрічка із золотим написом «Свалявський район».
Великий герб: щит з гербом району, увінчаний золотою територіальною короною та синьою стрічкою у нижній частині з написом золотими буквами «Свалявський район», який підтримують з обох боків золотий олень (житель Карпат, уособлення сили, краси і благородства, символізує багатство тваринного світу району) та червоний ведмідь (елемент герба Закарпатської області).